# Cyrille Thièry
Cyrille Thièry (Losanna, 27 settembre 1990) è un ex pistard e ciclista su strada svizzero, vincitore di due medaglie d'argento ai campionati europei Elite su pista.

## Palmarès

### Pista
- 2010

Quatre Jours de Nouméa (con Anthony Dubain)
- 2011

Campionati europei, Americana Under-23 (con Silvan Dillier)
Campionati svizzeri, Inseguimento a squadre (con Olivier Beer, Damien Corthésy e Théry Schir)
- 2012

Campionati svizzeri, Americana (con Théry Schir)
- 2013

Track Cycling Challenge, Corsa a punti (Grenchen)
- 2014

Campionati svizzeri, Inseguimento a squadre (con Olivier Beer, Frank Pasche e Tino Eicher)
- 2015

Track Cycling Challenge, Corsa a eliminazione (Grenchen)
Track Cycling Challenge, Americana (Grenchen, con Frank Pasche)
- 2016

GP Zürich, Scratch (Oerlikon)
Grand Prix de la Ville d'Aigle, Inseguimento individuale (Aigle)
- 2017

Campionati svizzeri, Inseguimento individuale
- 2019

Campionati svizzeri, Inseguimento individuale

### Strada
- 2008 (Juniores)

1ª tappa Grand Prix Rüebliland (Habsburg > Habsburg)
3ª tappa Grand Prix Rüebliland (Schneisingen > Schneisingen)
Classifica generale Grand Prix Rüebliland
- 2016 (VC Mendrisio, una vittoria)

Milano-Tortona
- 2017 (VC Mendrisio, una vittoria)

Milano-Tortona
- 2018 (IAM Excelsior, una vittoria)

1ª tappa An Post Rás (Drogheda > Athlone)

#### Altri successi
- 2008 (Juniores)

Classifica a punti Grand Prix Rüebliland
Classifica scalatori Grand Prix Rüebliland
- 2013 (Charvieu-Chavagneux IC)

Prologo Tour de la Nouvelle-Calédonie (Tadine, cronosquadre)
- 2014 (VC Mendrisio)

Prix du Jura Nord
Le Locle-Sommartel
- 2016 (VC Mendrisio)

Grand Prix de la Courtine
Silenen-Amsteg-Bristen
Grand Prix de Lucerne
- 2017 (VC Mendrisio)

Grand Prix des Carreleurs
Le Locle-Sommartel
Prix Wanner des 3 Rivières (cronometro)
- 2019 (Swiss Racing Academy)

Classifica scalatori New Zealand Cycle Classic

## Piazzamenti

### Competizioni mondiali
- Campionati del mondo su pista

Città del Capo 2008 - Inseg. a squadre Junior: 6º
Città del Capo 2008 - Corsa a punti Junior: 16º
Ballerup 2010 - Inseguimento a squadre: 15º
Melbourne 2012 - Inseguimento a squadre: 11º
Melbourne 2012 - Americana: 12º
St. Quentin-en-Yv. 2015 - Scratch: 19º
St. Quentin-en-Yv. 2015 - Corsa a punti: ritirato
Hong Kong 2017 - Inseguimento a squadre: 6º
Apeldoorn 2018 - Inseguimento a squadre: 6º
Apeldoorn 2018 - Corsa a punti: 16º
Pruszków 2019 - Inseguimento a squadre: 6º
Pruszków 2019 - Corsa a punti: 14º
Berlino 2020 - Inseguimento a squadre: 6º
Berlino 2020 - Corsa a punti: 10º
- Campionati del mondo su strada

Città del Capo 2008 - In linea Junior: ritirato
- Giochi olimpici

Rio de Janeiro 2016 - Inseguimento a squadre: 7º
Tokyo 2020 - Inseguimento a squadre: 8º

### Competizioni europee
- Campionati europei su pista

Pruszków 2010 - Inseguimento a squadre: 7º
Pruszków 2010 - Americana: 14º
Anadia 2011 - Inseguimento a squadre Under-23: 3º
Anadia 2011 - Scratch Under-23: 17º
Anadia 2011 - Americana Under-23: vincitore
Apeldoorn 2011 - Inseguimento a squadre: 12º
Apeldoorn 2011 - Americana: 2º
Anadia 2012 - Inseguimento a squadre Under-23: 2º
Anadia 2012 - Scratch Under-23: 22º
Anadia 2012 - Americana Under-23: 6º
Montichiari 2013 - Derny: 5º
Berlino 2017 - Inseguimento a squadre: 7º
Berlino 2017 - Corsa a punti: 18º
Glasgow 2018 - Inseguimento a squadre: 2º
Glasgow 2018 - Corsa a punti: 4º
Apeldoorn 2019 - Inseguimento a squadre: 4º
Apeldoorn 2019 - Corsa a punti: 9º